# Bulbophyllum arcuatilabium
Bulbophyllum arcuatilabium é uma espécie de orquídea (família Orchidaceae) pertencente ao gênero Bulbophyllum. Foi descrita por Leonid V. Averyanov em 1999.